# La Bite à Urbain
La Bite à Urbain est un album de bande dessinée humoristique du Français Tronchet publié en 1990 par Delcourt.
Ce recueil de gags en quatre cases dessinés dans un style faussement naïf met en scène un certain Urbain et son pénis. 
Tronchet a pour cette série réutilisé des gags qu'il avait créé dans les marges de Fluide glacial, et il avait initialement envoyé le projet à divers éditeurs en mai 1989 en se faisant passer pour une jeune fille de 19 ans, Marie-Virginie, demandant des conseils pour se faire publier.

## Publication
- La Bite à Urbain, Delcourt, coll. « Manuscrit », 1990  (ISBN 2-906187-45-3).